# Simopteryx columbensis
Simopteryx columbensis là một loài bướm đêm trong họ Geometridae.